# Friedrich Krüger (Bischof)
Friedrich Krüger († 2. April 1427) war Dompropst und gewählter Bischof (Elekt) von Havelberg.

## Leben
Friedrich Krüger war 1410 Domherr in Havelberg und Pfarrer in Perleberg. 1419 wurde er als Magister bezeichnet. Von 1423 ist die erste Erwähnung als Dompropst in Havelberg bekannt.
Anfang 1427 wurde Friedrich Krüger zum neuen Bischof von Havelberg gewählt. Am 28. März (oder 11. April) erfolgte die Bestätigung durch die päpstliche Kanzlei. Am 2. April starb Friedrich Krüger, ohne die Bischofsweihe erhalten zu haben.
Er soll die Dombibliothek bedeutend vermehrt haben. Im Dom gibt es eine Grabplatte von ihm.